# Colutea komarovii
Colutea komarovii är en ärtväxtart som beskrevs av Armen Tachtadzjan. Colutea komarovii ingår i släktet blåsärter, och familjen ärtväxter. Inga underarter finns listade i Catalogue of Life.